# Maurice Nyunt Wai
Maurice Nyunt Wai (ur. 23 stycznia 1962 w Myaungmya) – mjanmański (birmański) duchowny katolicki, biskup Mawlamyine od 2023.

## Życiorys

### Prezbiterat
Święcenia kapłańskie otrzymał 11 marca 1989 i został inkardynowany do diecezji Bassein. Pracował głównie jako duszpasterz parafialny, był także m.in. wykładowcą seminarium, wikariuszem generalnym, a także sekretarzem wykonawczym przy mjanmańskiej Konferencji Episkopatu.

### Episkopat
22 lutego 2022 papież Franciszek mianował go biskupem koadiutorem Mawlamyine. Sakry udzielił mu 24 kwietnia 2022 kardynał Charles Maung Bo. Władzę w diecezji objął po przyjęciu rezygnacji poprzednika 31 maja 2023.